# Boulder Flats
Boulder Flats è un census-designated place degli Stati Uniti d'America, situato nella Contea di Fremont dello stato del Wyoming. Nel censimento del 2000 la popolazione era di 381 abitanti.

## Geografia fisica
Secondo i rilevamenti dell'United States Census Bureau, la località di Boulder Flats si estende su una superficie di 47,2 km², tutti occupati da terre.

## Popolazione
Secondo il censimento del 2000, a Boulder Flats vivevano 381 persone, ed erano presenti 93 gruppi familiari. La densità di popolazione era di 8,1 ab./km². Nel territorio comunale si trovavano 127 unità edificate. Per quanto riguarda la composizione etnica degli abitanti, il 32,55% era bianco, lo 0,26% era afroamericano, il 63,25% era nativo, lo 0,79% apparteneva ad altre razze e il 3,15% a due o più. La popolazione di ogni razza ispanica corrispondeva al 2,36% degli abitanti.
Per quanto riguarda la suddivisione della popolazione in fasce d'età, il 35,7% era al di sotto dei 18, il 9,7% fra i 18 e i 24, il 25,5% fra i 25 e i 44, il 23,6% fra i 45 e i 64, mentre infine il 5,5% era al di sopra dei 65 anni di età. L'età media della popolazione era di 28 anni. Per ogni 100 donne residenti vivevano 83,2 uomini.